# Helmut Kuhnert (Eisschnellläufer)

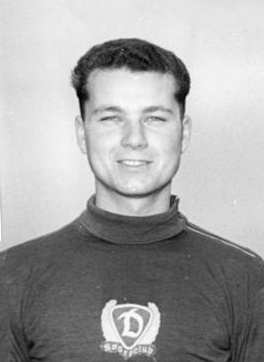
Helmut Kuhnert 1955

Helmut Kuhnert (* 1. März 1936 in Berlin) ist ein ehemaliger deutscher Eisschnellläufer.

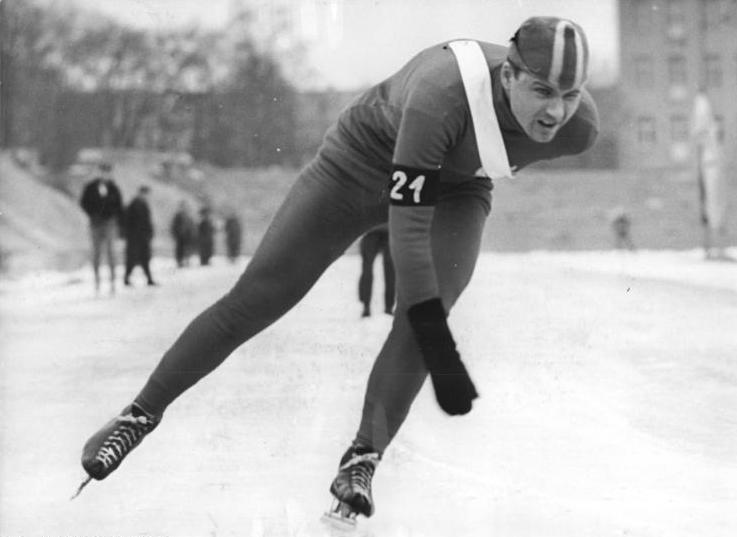
Helmut Kuhnert 1963 auf der 400-m-Kunsteisbahn im Dynamo-Sportforum in Berlin

Kuhnert war zunächst wenig an sportlichen Leistungen interessiert, lief jedoch gern auf Schlittschuhen. Dabei erregte er die Aufmerksamkeit von Helmut Haase, dem Trainer der späteren Olympiasiegerin Helga Haase, der Kuhnerts Talent erkannte. Nach knapp zwei Jahren Training gewann Kuhnert 1953 auf der 250-m-Bahn in Geising (Osterzgebirge) bei den DDR-Meisterschaften Bronze im Kleinen Vierkampf und in Berlin auf einer Kleinbahn den zweiten Platz im Mini-Vierkampf.
Mit 18 Jahren gewann Kuhnert in Geising seinen ersten Meistertitel im Großen Vierkampf mit einem Vier-Strecken-Sieg. Der nunmehr bei Dynamo Berlin trainierende Sportler war Langstreckenspezialist und als 17-maliger DDR-Meister zwischen 1954 und 1965 Inhaber aller deutschen Eisschnelllaufrekorde außer der 500-m-Sprintstrecke.
Kuhnert war Teilnehmer an den Olympischen Winterspielen 1956, 1960 und 1964, bei  acht Weltmeisterschaften (1956 bis 1963) und zwei Europameisterschaften (1956 und 1958). Bei der Eisschnelllauf-Mehrkampfweltmeisterschaft 1960 in Davos  errang er den 3. Platz im Großen Vierkampf. Daneben war Kuhnert auch Eisschnelllauftrainer der DDR.
Kuhnert wird verschiedentlich als „der erste deutsche Eisschnellläufer von Weltklasse“ bezeichnet, wobei jedoch außer Betracht bleibt, dass der Münchner Julius Seyler bereits 60 Jahre zuvor die Goldmedaille bei zwei Europameisterschaften und eine Silbermedaille bei der Weltmeisterschaft 1898 errungen hatte und somit schon früher zur Weltspitze zählte.